# Essing
Essing település Németországban, azon belül Bajorországban. Lakosainak száma 1144 fő (2023. december 31.). Essing Painten és Riedenburg községekkel határos.

## Népesség
A település népessége az elmúlt években az alábbi módon változott:
| Lakosok száma | 1221 | 1017 | 970  | 971  | 979  | 1032 | 1021 | 1025 | 1142 | 1144 |
|               | 1950 | 1975 | 1987 | 2012 | 2013 | 2015 | 2016 | 2019 | 2021 | 2023 |